# モンジャーナ
モンジャーナ（イタリア語: Mongiana）は、イタリア共和国カラブリア州ヴィボ・ヴァレンツィア県にある、人口約900人の基礎自治体（コムーネ）。

## 地理

### 位置・広がり

#### 隣接コムーネ
隣接するコムーネは以下の通り。括弧内のRCはレッジョ・カラブリア県所属を示す。
- アレーナ
- ファブリーツィア
- ナルドディパーチェ
- セッラ・サン・ブルーノ
- スティーロ (RC)